# Девять жизней (фильм, 1957)
«Девять жизней» (норв. Ni Liv) — норвежский фильм 1957 года режиссёра Арне Скоуэна.
В основе сюжета реальные события — о том, как в 1943 году Ян Болсруд, единственный выживший из группы норвежского Сопротивления, попавшей в засаду нацистов, в одиночку через ледяные горы северной Норвегии в течение двух месяцев преодолел тяжёлый путь в Швецию.
Фильм неоднократно признавался лучшим фильмом Норвегии: в 1991 году, по опросу газеты Aftenposten, читатели назвали его лучшим фильмом всех времён. В 2005 году на кинофестивале в Бергене жюри из кинокритиков и киноведов также признало его лучшим норвежским фильмом всех времён.
Фильм выдвигался от Норвегии на «Оскар» в категории «Лучший фильм на иностранном языке» (1958), номинировался на «Золотую пальмовую ветвь» Каннского кинофестиваля (1958) и в категории «Лучший иностранный фильм» Международного кинофестиваля в Мар-дель-Плата (1958).
В 2017 году вышел фильм «12-й человек», так же, как и картина «Девять жизней», рассказывающий историю Яна Болсруда, но фильмы несколько отличаются по сюжету.

## Сюжет
1943 год. Северная Норвегия. Группа из десяти членов норвежского Сопротивления, выполняя задание по подрыву немецкой диспетчерской вышки, попадает в засаду. Единственный, кому удаётся уйти, — Ян Болсруд, но он тяжело ранен в ногу. Вернутся он не может, иначе снова попадёт в засаду. У него один путь — через горы в нейтральную Швецию. Он тащит себя, превозмогая боль раненой ноги, по глубокому снегу, страдая от обморожения и снежной слепоты. Затем переплывает забитый льдом фьорд. Его замечает местный фермер, приютивший и накормивший Яна. На лыжах, предоставленных фермером, Ян с боем проскакивает через удерживаемую нацистами деревню. Измученный и ослепленный снегом, пролежав пару дней под скалой, пережидая бушующую метель. С трудом разбирая дорогу, он добирается до дома другого фермера. Прячась в сарае, Ян ампутирует себе большую часть своих обмороженных пальцев обычным ножом, потому что началась гангрена. Фермер с помощью пары отважных друзей берётся доставить Яна до границы. Это последний отрезок пути по горному перевалу, где привязанного к носилкам раненного и измождённого Яна тащат по снегу и камням. Ещё не конец его испытаниям — на границе придётся вступить в бой с немецким патрулём.

### Достоверность
Фильм основан на реальных исторических событиях, но некоторые события в фильме преувеличены или не имеют свидетельств: нет никаких источников о том, что Болсруд после засады сражался с немцами и был ранен, не был ранен немцами и когда проезжал Люнгсайдет. По словам саамских оленеводов, которые перевезли Баалсруда в Швецию, их не преследовали немецкие патрули.
В 2014 году норвежский телеканал NRK показал документальный сериал, в котором съёмочная группа следовала за солдатами норвежского спецназа Ронни Братли и Руне Йельднесом, пока они шли по тому же пути, что и Ян Болсруд в 1943 году, с интервью у выживших и потомков людей, которые помогали ему во время побега. В сериале использовались фрагменты из фильма «Девять жизней».

## В ролях
- Як Фьелстад — Ян Болсруд
- Хенни Моан — Агнес
- Алф Малланд — Мартин
- Йоахим Холст-Енсен — дед
- Лидия Опойен — акушерка
- Эдвард Драблос — школьный учитель
- Свер Хансен — сапожник
- Рольф Сёдер — Сигурд Эскеланд
- Оттар Викклунд — Хенрик
- Эрлинг Викклунд — сын Хенрика
- Олав Нордро — Конрад
- Альф Рамсей — Ивар, кузнец
- Йенс Боллинг — Альфред, кузнец
- Пер Бронкен — Оле, кузнец
- Ларс Андреас Ларссен — Амунд, кузнец
- Лиллебил Нордрум — медсестра
- Грете Нордро — стенографистка
- Метте Мёллер — танцовщица

## Критика
Картина производит ошеломляющее впечатление благодаря простоте сюжетной линии в сочетании с некоторыми потрясающими реконструкциями испытаний Болсруда, снятыми по реальному маршруту, который он прошёл. Трудно поверить, что человек или его спасатели могли вынести так много, особенно пятнадцатидневное пребывание под открытым небом в снегу. Но в этом фильме это честно и убедительно продемонстрировано, до потери нервов. Арне Скоуэн, режиссёр, заслуживает самой высокой оценки за реализм и напряженность, накопленные в этом фильме.
Оригинальный текст (англ.)this picture derives its smashing impact from the bare simplicity of the story line, coupled with some tremendous re-enactments of Baalsrud's ordeal, photographed along the actual route he took. It is hard to believe that a human, or his rescuers, could take so much, particularly an exposure of some fifteen days in the open snow. But it is honestly and convincingly demonstrated, to the damage of one's nerves, in this film. Arne Skouen, the director, deserves the utmost praise for the realism and intensity accumulated in this film.
— кинокритик Босли Краузер, газета New York Times, 1959

От первого до последнего кадра он представлен с очень трезвой, бесстрастной, ничего не скрывающей объективностью, больше похожей на репортаж, чем на художественный фильм, и, вероятно, именно поэтому всё это производит такое сильное впечатление.
Оригинальный текст (нем.)Vom ersten bis zum letzten Bild ist das mit einer sehr nüchternen, unpathetischen, nichts beschönigenden und nichts verschweigenden Sachlichkeit eher wie eine Reportage als in der Art des Spielfilms dargestellt, und gerade deshalb wirkt wohl das Ganze mit so nachhaltiger Intensität
— из рецензии в немецкой газете Berliner Zeitung, 1958 год